# Нивель
Ниве́ль (фр. Nivelles, нидерл. Nijvel) — город в Валлонском Брабанте (Бельгия) с населением 24,2 тыс. жит. (2006). Любителям «Формулы-1» город известен благодаря трассе Нивель-Болер.
В Тёмные века на месте Нивеля стояла резиденция майордома Пипина Ланденского, которую его вдова, святая Итта, по настоянию св. Аманда, обратила в аббатство. Их дочь Гертруда Нивельская, будучи настоятельницей обители, прославила её на всю Австразию. При покровительстве франкских государей монастырь обзавёлся землями во Фризии и Порейнье.
Приток паломников позволял аббатству вести обширное строительство. В 1046 г. в присутствии императора Генриха III была освящена вместительная церковь св. Гертруды — одна из вершин маасской романики. Средневековые жители Нивеля вели с аббатством упорную борьбу за свои права, найдя союзника в лице герцога Брабантского.
В 1422 году на наследнице Нивеля женился французский барон Жан II де Монморанси. Его старший сын Жан де Нивель отказался последовать приказу отца и выступить против графа де Шароле, за что был лишён наследства в пользу младшего брата, Гийома де Монморанси. Жан де Нивель стал персонажем французского фольклора; горожане берегут память о нём и его потомках, среди которых наиболее знаменит правнук, последний граф Горн.
В многолетней борьбе Людовика XIV за обладание Испанскими Нидерландами Брабант сделался ареной основных боевых действий. Часть жителей Нивеля бежала во Францию; город обезлюдел. Немецкая бомбардировка 14 мая 1940 года уничтожила весь центр города; от церкви св. Гертруды остались голые стены. Реставрация храма была завершена только в 1984 году.

## Известные жители, уроженцы
Жозеф-Эммануэль-Гислен Руле (фр. Joseph-Emmanuel-Ghislain Roulez; 6 февраля 1806, Нивель (Брабант) — 6 марта 1878, Гент) — бельгийский археолог и филолог-классик.